# تاریخ شرکت بوئینگ

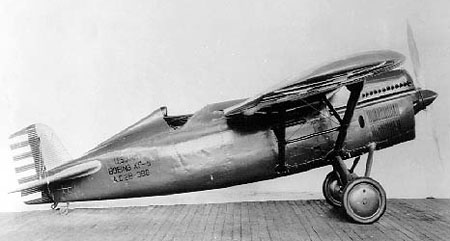

تاریخ شرکت بوئینگ را می‌توان به چند برهه تقسیم و بررسی کرد.

## پیش از دهه ۱۹۵۰

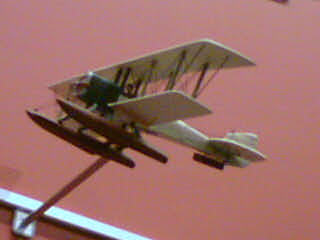
Model of Boeing's first plane, the B&W at Future of Flight Museum shop

این شرکت در سیاتل، در ایالت واشینگتن توسط ویلیام. ای بوئینگ در ۱۵ ماه ژوئیه سال ۱۹۱۶، تحت عنوان «شرکت محصولات و تولیدات هوایی اقیانوس آرام» طبق برنامه قبلی ۱۵ ژوئن سال ۱۹۱۶ با اولین پرواز یکی از دو B&W هواپیمای دریایی ساخته شده با کمک جرج کونراد وسترولتس مهندس ملوان ایالات متحده آمریکا تشکیل شد. در ۹ ماه مه سال ۱۹۱۷ این شرکت به عنوان «شرکت هواپیمایی بوئینگ» ثبت شد. ویلیام. ای. بوئینگ، تحصیلات خود را در دانشگاه یله تمام کرده بود و در اول در صنعت چوب بری کار می‌کرد که در آن کار ثروتمند شد و اطلاعاتی دربارهٔ چوب و ساختار آن کسب کرد. این اطلاعات و معلومات ارزش خود را در طراحی‌های و سرهم‌بندی هواپیماها ثابت کرد و نشان داد.
در سال ۱۹۲۷، بوئینگ خط هوایی دایر کرد که به اسم حمل و نقل هوایی بوئینگ (BAT) نامیده می‌شد. یک سال بعد BAT به عنوان حمل و نقل هوایی اقیانوس آرام معروف شد و با شرکت هواپیمایی بوئینگ به صورت یک کمپانی ادغام شدند. این شرکت در سال ۱۹۲۹ اسم خود را به هواپیماسازی ایالات و اتحادیه حمل و نقل عوض کرد و رعایت اصول پرات و ایتنی استانداردهای صحیح شرکت هامیلتون و چانس ووگت را لازم دانست. سپس هواپیمایی ایالات شرکت حمل و نقل هوایی ملی را در سال ۱۹۳۰ خریداری کرد. قانون پست هوایی مصوب ۱۹۳۴ که بودن خطوط هوایی و سازندگان و تولیدکنندگان را تحت چتر یک اتحادیه قدغن می‌کرد، باعث شد که این شرکت به سه شرکت کوچک‌تر تقسیم شود- شرکت هواپیمایی بوئینگ، خطوط هوایی ایالات و اتحادیه هواپیمایی ایالات و تکنولوژیهای ایالات. در نتیجه ویلیام بوئینگ سهام خود را فروخت.
بعد از مدت کوتاهی، یک قرارداد با شرکت در نتیجه ویلیام بوئینگ سهام خود را فروخت.
بعد از مدت کوتاهی، یک قرارداد با شرکت خطوط هوایی جهانی پان امریکن، (Pan Am) به انجام رسید و تولید و ساخت شناورهای هوایی را آغاز و توسعه داد که برای حمل مسافر از راه‌ها و فضاهای بالای اقیانوسها و قاره‌ها استفاده شود. اولین پرواز بوئینگ ۳۱۴ ملخ دار در ماه ژوئن سال ۱۹۳۸ بود. آن بزرگ‌ترین هواپیمای غیرنظامی در زمان خود بود که ظرفیت ۹۰ مسافر را در پرواز روزانه و ۴۰ مسافر را در پرواز شبانه داشت. یک سال بعد، اولین پرواز مسافری منظم از ایالات متحده آمریکا به بریتانیای کبیر بکار افتاد. در نتیجه بتدریج راه‌های هوایی دیگری باز شدند که بزودی شرکت پان امریکن توانست با بوئینگ ۳۱۴ به فواصل و مسافتهایی در سراسر جهان پرواز کند.
در سال ۱۹۳۸ شرکت بوئینگ کار بر روی هواپیمای بوئینگ مدل ۳۰۷" استرالاینر را تکمیل کرد. این اولین هواپیمای حمل و نقل با کابین دارای فشار بود و این هواپیما قابلیت پرواز در ارتفاع جغرافیایی ۲۰۰۰۰ فیت که بالاتر از محل بیشتر آشفتگی‌ها و تغییرات و تحولات جوی می‌باشد، داشت
در طی جنگ جهانی دوم بوئینگ تعداد بیشمار و بسیار زیادی از از بمب افکنها را تولید کرد. بسیاری از کارگران آن زنان بودند که شوهران آن‌ها به جنگ رفته بودند. در اول ماه مارس سال ۱۹۹۴تولید در همان مقیاس باقی‌ماند و بنابر همین منوال بیش از ۳۵۰ هواپیما در هر ماه ساخته شد. برای پیشگیری از حمله از طریق هوا، محوطه تولید با وسایل و مواد سبز رنگ و به رنگ مزرعه پوشانده شد. در طی این سال‌های جنگ شرکت‌های هواپیمایی پیشقدم ایالات متحده آمریکا با همدیگر به تشریک مساعی پرداختند. هواپیمای بمب افکن طراحی شده توسط بوئینگ فورترس پروازکننده B-۱۷ توسط شرکت هواپیماسازی لاکهید و شرکت هواپیماسازی داگلاس تکمیل و سوار شدند و هم‌زمان سوپرفورترس B-۲۹ توسط شرکت هواپیماسازی بل و شرکت گلن. ال. مارتین تکمیل و سوار شدند.

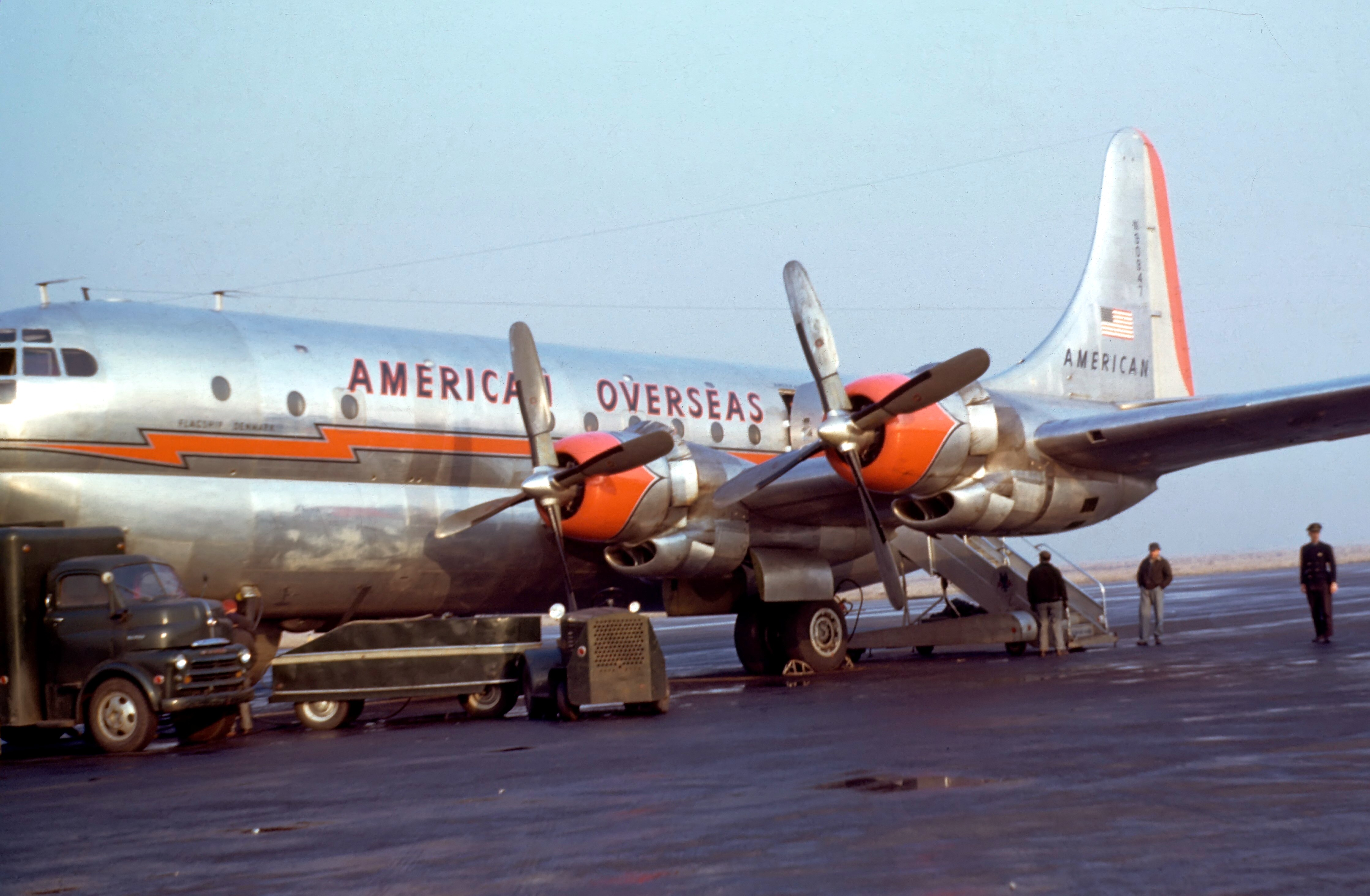
بوئینگ ۳۷۷ استریتوکرویزر

بعد از جنگ، بیشتر سفارش‌ها برای بمب افکنها انصراف داده شدند و ۷۰۰۰۰ نفر که در شرکت‌های هواپیمایی کار می‌کردند، کار خود را از دست دادند. شرکت سعی کرد که این ضررو نقصان را سریعاً با فروش استراتوکرویزر خود، یک هواپیمای لوکس چهار موتوره تجارتی ایرلاینر که از هواپیماهای B-۲۹ توسعه و تکمیل کرده بودند، جبران کند. اما با وجود این فروش این مدل مطابق آنکه انتظار می‌رفت، نبود و شرکت بوئینگ شروع به جستجوی فرصت‌های دیگری برای غلبه بر این وضعیت شد. این شرکت توانست هواپیماهای نظامی را برای حمل و نقل سربازان و|که از هواپیماهای B-۲۹ توسعه و تکمیل کرده بودند، جبران کند. اما با وجود این فروش این مدل مطابق آنکه انتظار می‌رفت، نبود و شرکت بوئینگ شروع به جستجوی فرصت‌های دیگری برای غلبه بر این وضعیت شد. این شرکت توانست هواپیماهای نظامی را برای حمل و نقل سربازان و سوختگیری هوایی استفاده کند.

## دهه ۱۹۵۰
در اواسط دهه ۱۹۵۰ تکنولوژی به‌طور مناسبی توسعه پیدا کرد که به شرکت بوئینگ امکان توسعه و تولید محصولات جدید را فراهم کرد. یکی از اولین آن‌ها راکت کوتاه برد کنترل شونده بود که می‌توانست هواپیماهای دشمن را شناسایی و هدف قرار دهد. در آن موقع در زمان جنگ سرد یک حقیقت جدی برای زندگی شد و شرکت بوئینگ از تکنولوژی راکت کوتاه برد برای توسعه و تولید راکتها و موشکهای قاره‌پیما استفاده کرد.
در سال ۱۹۸۵، شرکت بوئینگ شروع به ارائه هواپیمای ۷۰۷ اولین جت ایرلاینر تجارتی ایالات متحده آمریکا، در پاسخ به، د. هاویلند کامت انگلیسی، سود آویشن کاراوله، فرانسوی و توپولف، اتحاد جماهیر شوروی توپولف تی یو-۱۰۴ مدل «کامل» که از جمله اولین نسل هواپیماهای تجارتی جهان بودند، کرد، با ۷۰۷، یک هواپیمای چهار موتوره، هواپیمای ۱۵۶ مسافری، ایالات متحده آمریکا در صدر کشورهای تولیدکننده هواپیماهای تجاری قرار گرفت. چند سال بعد، بوئینگ دومین نوع این هواپیما، بوئینگ ۷۲۰ را به تولیدان خود اضافه کرد که کمی سریعتر بود و برای فواصل کوتاه‌تری بود.. چندین سال بعد بوئینگ ۷۲۷ هواپیمای تجاری دیگر که مشابه اندازه نوع قبلی بود ولی سه موتور داشت و برای راه‌های با حوزه متوسط طراحی شده بود را معرفی کرد. بوئینگ ۷۲۷ فوراً به عنوان هواپیمای راحت و مناسب برای مسافر، خدمه و خطوط هوایی قبول شد. اگرچه تولید آن تا سال ۱۹۸۴ ادامه نیافت، در آغاز قرن بیست و یکم نزدیک به ۱۳۰۰ فروند بوئینگ ۷۲۷ در خطوط هوایی جهان در سرویس و مشغول کار بودند.

## دهه ۱۹۶۰
هلیکوپتر پیاسکی در سال ۱۹۶۰ به بوئینگ سفارش داده شد و توسط بخش ورتول برای ساخت آن اقدام‌های لازم به عمل آمد. روتور دوقلو شینوک CH-۴۷ که توسط ورتول تولید شد، اولین پرواز خود را در سال ۱۹۶۱ انجام داد. این هلیکوپتر با نیروی بالابرنده قوی تا به امروز وسیله کاری و مناسب باقی‌مانده‌است. در سال ۱۹۶۴ ورتول همچنین شروع به تولید اسب دریایی CH-۴۶ کرد. 

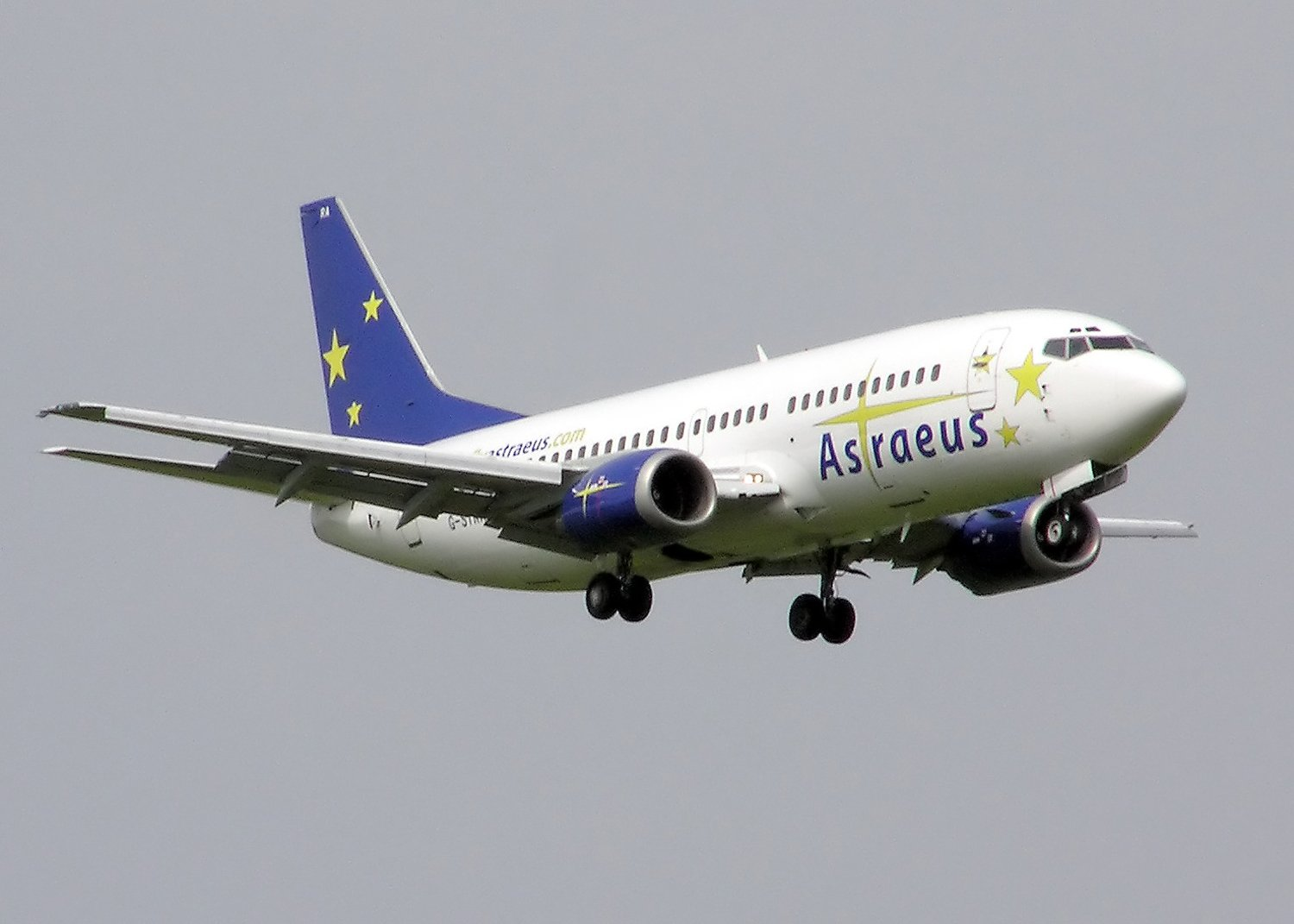
Boeing 737-300

در سال ۱۹۶۷، شرکت بوئینگ هواپیمای دیگری با حوزه پرواز متوسط و کوتاه، با دو موتور بوئینگ ۷۳۷ کرد. آن پرفروش‌ترین هواپیمای جت تجارتی جهان در تاریخ هوانوردی شد. بوئینگ ۷۳۷ هنوز تولید می‌شود و توسعه‌ها و پیشرفتهای مداومی بر روی آن صورت می‌گیرد. چندین نوع آن اساساً ظرفیت صندلی و حوزه پرواز آن توسعه و تکمیل شده‌اند.

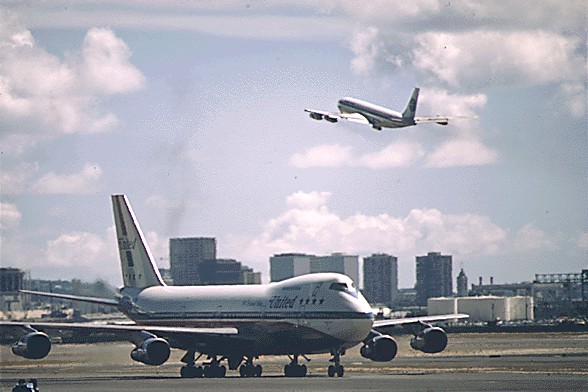
The 707 and 747 formed the backbone of many major airline fleets through the end of the 1970s.

جشنهای انجام شده برای اولین بوئینگ ۷۴۷–۱۰۰ در سال ۱۹۶۸ در کارخانه بزرگ و عظیم آن در اورت، واشینگتن انجام گرفت که برای مدت یک ساعت از خانه بوئینگ در سیاتل هدایت شد. هواپیما اولین پرواز خود رایک سال بعد انجام داد. اولین پرواز تجاری آن در سال ۱۹۷۰ انجام شد. بوئینگ ۷۴۷ حوزه پرواز قاره پیما و ظرفیت صندلیهای بیشتری از هواپیمای بوئینگ قبلی داشت.
شرکت بوئینگ همچنین ضد زیردریایها را تولید و توسعه داد. خدمه پرواز USS High Point (PCH-۱) یک ضد زیردریایی تجربی بود. ضد زیردریاییها USS Tucumcari (PGH-۲) بیشتر موفق بود. فقط یکی از آن‌ها ساخته شد اما آن در ویتنام و اروپا قبل از استفاده در سال ۱۹۷۲ سرویس دید. نوآوریهای جت آبی و کاملاً غوطه ور شونده مدلی برای ضد زیردریاییهای پگاسوس و جت‌های آبی در سال ۱۹۸۰ بود. توکومکاری و قایقهای بعدی در رنتون تولید شدند. هنگامی که ملوانان ضد زیردریایی‌ها از کار برکنار می‌شدند، سویفت‌های شیرجه رو شکارچی و جتهای آبی هنوز در آسیا در خدمت بودند.

## دهه ۱۹۷۰
در اوایل دهه ۱۹۷۰ بوئینگ با بحران جدیدی روبرو شد. پروژه آپولو که بوئینگ در آن به‌طور گسترده‌ای در دهه قبلی شرکت داشت، تقریباً به‌طور کامل انصراف داده شد. یکبار دیگر بوئینگ امیدوار بود که این خسارت را با فروش هواپیماهای تجاری خود جبران کند. اما با وجود این، در آن موقع رقابت شدیدی در صنعت خطوط هوایی در جریان بود بطوریکه بوئینگ نتوانست حتی یک سفارش در مدت یک سال بدست آورد. ریسک بوئینگ برای آینده، تولید هواپیمای ۷۴۷ جدید تأخیر پیدا کرد و مواجه با هزینه‌های بالاتری از هزینه‌های پیش‌بینی شده گردید. مشکل دیگر در سال ۱۹۷۱ کنگره ایالات متحده آمریکا بود که تصمیم گرفت که حمایت مالی برای توسعه هواپیمای مافوق صوت، بوئینگ ۲۷۰ را در پاسخ به کنکورد انگلیسی – فرانسوی که مواجه با توقف پروژه بودند، متوقف کند شرکت مجبور بود که تعداد کارکنان خود را فقط در منطقه سیاتل به نیمی از آن‌ها یعنی ۸۰۰۰۰ نفر کاهش دهد. در ژانویه سال ۱۹۷۰ اولین هواپیمای بوئینگ ۷۴۷، چهار موتوره با حوزه پرواز طولانی‌تر، اولین پرواز تجاری خود را انجام دهد. این هواپیمای معروف کاملاً شیوه پرواز را با ۴۵۰ مسافر انگلیسی – فرانسوی که مواجه با توقف پروژه بودند، متوقف کند شرکت مجبور بود که تعداد کارکنان خود را فقط در منطقه سیاتل به نیمی از آن‌ها یعنی ۸۰۰۰۰ نفر کاهش دهد. در ژانویه سال ۱۹۷۰ اولین هواپیمای بوئینگ ۷۴۷، چهار موتوره با حوزه پرواز طولانی‌تر، اولین پرواز تجاری خود را انجام دهد. این هواپیمای معروف کاملاً شیوه پرواز را با ۴۵۰ مسافر ظرفیت صندلی و نشستن بیشتر و دکل بالایی آن عوض کرد. تا سال ۲۰۰۱ بوئینگ تنها شرکت سازنده هواپیما بود که چنین هواپیمایی تولید می‌کرد و نزدیک به ۱۴۰۰ واحد از آن‌ها را تولید کرده بود. (حالا ایرباس و دکل بالایی آن عوض کرد. تا سال ۲۰۰۱ بوئینگ تنها شرکت سازنده هواپیما بود که چنین هواپیمایی تولید می‌کرد و نزدیک به ۱۴۰۰ واحد از آن‌ها را تولید کرده بود. (حالا ایرباس A380 را که هنگام تولید بزرگ‌ترین هواپیمای عملیاتی و مورد استفاده بود، تولید می‌کند. هواپیمای بوئینگ ۷۴۷ تحت کارهای توسعه و پیشرفتی رفته‌است که آن را از نظر تکنولوژیکی مطابق روز نگهدارد. در طی دهه ۱۹۷۰، بوئینگ همچنین وسایل نقلیه با ریلهای کوچک را توسعه داد که در سان فرانسیسکو و بستن از آن‌ها استفاده می‌شد. آن‌ها موفقیت کمتری داشتند چونکه مدلهای مختلفی برای جایگزینی با آن‌ها تا دهه ۲۰۰۰ انتخاب شدند.

## دهه ۱۹۸۰

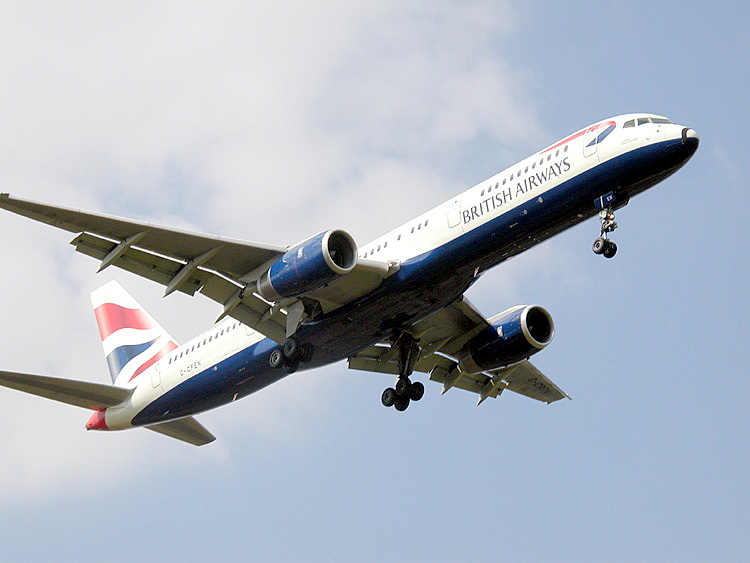
The narrowbody Boeing 757 replaced the 707 and 727.

در سال ۱۹۸۳، وضعیت اقتصادی شروع به بهبود کرد. شرکت بوئینگ یک هزارمین هواپیمای مسافری ۷۳۷ را تولید کرد. در طی سال‌های فوق، هواپیماهای تجاری و انواع نظامی وسایل اصلی خطوط هوایی و نیروهای نظامی شدند. همگام با افزایش مسافران ترافیک خطوط هوایی افزوده شد، رقابت اساساً از طرف اروپا به عنوان شرکت‌های جدید در تولید هواپیماهای تجاری ایرباس سخت‌تر و بیشتر شد بوئینگ مجبور بود که هواپیمای جدیدی ارائه کند و انواع یک سکانه بوئینگ ۷۵۷ توسعه یافت و بزرگ‌تر شد و به نوع دو سکانه بوئینگ ۷۶۷ عوض شدند و انواع ارتقا داده شده ۷۳۷ بودند. یک پروژه مهم در این دو سال عوض شدند و انواع ارتقا داده شده ۷۳۷ بودند. یک پروژه مهم در این دو سال برنامه شاتل فضایی بود که شرکت بوئینگ با تجربیاتی در مورد راکتهای فضایی در طی برنامه آپولو بدست آورده بود، در آن شرکت کرد. شرکت بوئینگ همچنین در مورد محصولات دیگری در زمینه برنامه‌های فضایی شرکت کرد و اولین مقاطعه کار برای ایستگاه فضایی بین‌المللی بود. در همان زمان چندین پروژه نظامی به زیر تولید رفت، هلیکوپت کومانچی، (هلیکوپتر دارای ایراد که در دهه بیست و یکم هرگز به خط تولید نرفت) سیستم دفاع فضایی آونجر و نسل جدیدی از راکتها با برد کوتاه نیز تولید شدند. شرکت بوئینگ در ارتقا و توسعه تجهیزات نظامی موجود و توسعه انواع جدید خیلی فعال و کوشا بود.

## دهه ۱۹۹۰

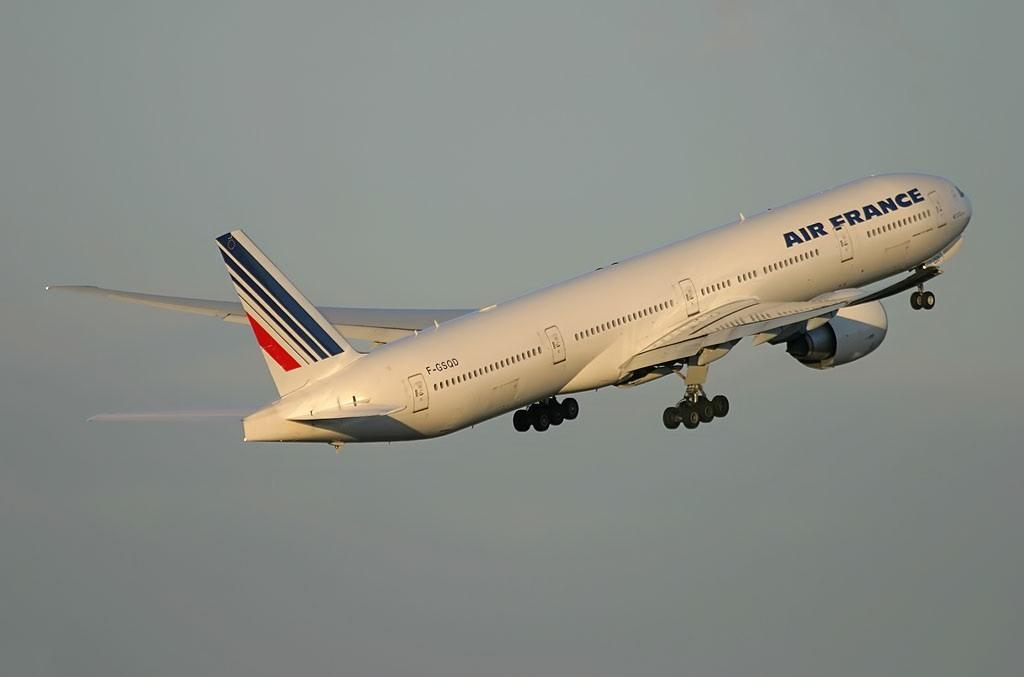
ایر فرانس ۷۷۷–۳۰۰ER

در ماه آوریل ۱۹۹۴، شرکت بوئینگ هواپیمای جت تجاری بسیار مدرن دوموتوره بوئینگ ۷۷۷ با ظرفیت صندلی بیشتر بین ۳۰۰ تا ۴۰۰ مسافر را در شکل سه کلاس استاندارد، در بین ۷۶۷ و ۷۴۷ معرفی کرد. این هواپیمای دوموتوره با طولانی‌ترین مسافت پرواز در جهان، بوئینگ ۷۷۷ که اولین هواپیمای بوئینگ با مشخصات سیستم کنترل پرواز هواپیما| پرواز با کابل بود و در پاسخ به ایرباس اروپایی بود که بداخل بازار سنتی بوئینگ داخل شده بود. این هواپیما عموماً به نام سه‌پایه هفتم نامیده می‌شود که نقطه عطفی به عنوان اولین هواپیمای کاملاً طراحی شده با استفاده از تکنیکهای طراحی کامپیوتری CAD بود. همچنین در اواسط دهه ۱۹۹۰ شرکت نوع تجدید شده ۷۳۷ بود که بنام نسل بعدی ۷۳۷ یا ۷۳۷/NG شناخته شده‌است. آن به عنوان هواپیمای با فروش فوق‌العاده و سریع در تاریخ هواپیمای بوئینگ معروف شد و در ۲۰ ماه آوریل سال ۲۰۰۶ از فروش نوع «کلاسیک ۷۳۷» مطابق سفارش ۷۹ هواپیما از خطوط هوایی جنوب غربی گذشت. خطهای «نسل بعدی ۷۳۷» که شامل ۷۳۷–۶۰۰، ۷۳۷–۷۰۰، ۷۳۷–۸۰۰ و۷۳۷–۹۰۰ می‌شود.
در سال ۱۹۹۶ شرکت بوئینگ از شرکت هوا وفضای راک ول بین‌المللی و واحدهای دفاعی سفارشهایی دریافت کرد. محصولات راک ول به عنوان وسایل فرعی بوئینگ شدند که به اسم کمپانی بوئینگ آمریکای شمالی معروف شدند. یک سال بعد، بوئینگ با شرکت مک دانل داگلاس ادغام شد. مطابق ادغام بین بوئینگ و مک دانل داگلاس، شرکت مک دانل داگلاس MD-۹۵ به بوئینگ ۷۱۷–۲۰۰ تغییر نام پیدا کرد و تولید MD-۱۱ بعداً متوقف شد. شرکت بوئینگ هویت اتحادیه جدیدی با تکمیل این ادغام، و با تهیه لوگو و آرم بوئینگ و نوع سبک سمبل مک دانل داگلاس را برگزید که از لوگوی هواپیمای داگلاس در دهه ۱۹۵۰ مشتق می‌شد، بخود گرفت.

## دهه ۲۰۰۰
در سال‌های اخیر بوئینگ با رقابت فزاینده‌ای از طرف ایرباس مواجه شده و مدلهای متوسط عمومی (با کاهش هزینه‌های نگهداری و آموزش) ارائه کرده و آخرین تکنولوژی سیستم کنترل پرواز با کابل بکار گرفته شده‌است. از دهه ۱۹۷۰ ایرباس خانواده هواپیماهای خود را افزایش و گسترش داده تا جایی که آن‌ها توانسته‌اند تقریباً همه هواپیماهایی در هر کلاس را ارائه کنند که بوئینگ تولید می‌کند. در حقیقت حالا ایرباس در بازارهای رقابت می‌کند که زمانی بوئینگ آنهارا در اختیار کامل خود داشت، برای مثال ایرباس A320 به عنوان چند وسیله حمل و نقل با هزینه اداره و کنترل پایین، (هواپیمایی که توسط این خطوط هوایی استفاده می‌شده به‌طور سنتی بوئینگ ۷۳۷ بود) و A380 بازار خیلی بزرگ هواپیما را بخود اختصاص داده بود هواپیمای ۷۴۷ از رقابت با سری‌های ۷۷۷–۳۰۰ بوئینگ دچار زحمت و مشکل بود.
اخیراً شرکت بوئینگ برای معرفی هواپیمای جدیدی طرح‌ریزی می‌کند «هواپیمای رؤیایی» ۷۸۷و چهار هواپیمای مختلف دیگر با حوزه پرواز فوق‌العاده زیاد که بوئینگ 777–200 DLR و 737-900ER، 737-700ER و۷۴۷–۸ هستند. هواپیمای ۷۸۷ در اول توسط طراح 7E7 توسعه یافته بود. هواپیمای بوئینگ 777-200LR طولانی‌ترین حوزه پرواز هواپیماهای تجاری را داشت و اولین هواپیمایی بود که توانست نصف فضای اطراف کره زمین را در یکبار با محموله‌ای که هزینه آن پرداخت شده بود، پرواز کرد و رکورد طولانی‌ترین پرواز هواپیماهای تجاری را با طی مسافت ۲۱۶۰۱ کیلومتر کسب کرد. هواپیمای 777-200LR تستهای پرواز را تکمیل کرده و مدارک و مجوزهای لازم را با فروش اولین هواپیما از این نوع را به خطوط هوایی بین‌المللی پاکستان ،(PIA) در سال ۲۰۰۰ اخذ کرد. هواپیمای مدل 737-900ER بر طبق مدل 737-900X که نوع توسعه یافته ۷۳۷–۹۰۰ بود ساخته شده‌است. مدل اخیر ۷۳۷–۹۰۰ حوزه پرواز محدود تر و ظرفیت محدود تری داشت بطوریکه آن نمی‌توانست در وضعیت و شرایط جوی ناگوار و مه پرواز کند و همچنین ویژگی ثابت کلاس درجه دو را داشت. هواپیمای 737-900ER حوزه پرواز هواپیمای 737-900ER به حوزه پرواز مشابه ۷۳۷–۸۰۰ که قابلیت پرواز با مسافرین بیشتر بعلاوه دو درب خروجی اضطراری اضافی را داشت، ارائه می‌کرد.
در سال ۲۰۰۴، شرکت بوئینگ تولید هواپیمای ۷۵۷ را بعد از تولید و ساخت ۱۰۵۵ فروند از آن‌ها لغو کرد، که آخرین هواپیما به خطوط هوایی شانگهای در چین فروخته شد. این هواپیما خیلی پیشرفته، مدل کشیده و بزرگ انواع هواپیماهای ۷۳۷ بودند که در اول با هواپیمای ۷۵۷ رقابت می‌کردند و هواپیمای جدید بوئینگ ۷۸۷–۳ بعضی از بازارهای فوق‌العاده بوئینگ ۷۵۷ را بدست آورد. شرکت بوئینگ همچنین تولید هواپیمای ۷۱۷ را به جهت فروش کم، لغو کرد و کمی بعد تولید بوئینگ ۷۶۷ هم به دلیل مشابه لغو شد. اما با وجود این، اگر شرکت بوئینگ سعی می‌کرد که کنترات با تانکرهای جدید USAF را برنده شود، برنامه هواپیماهای ۷۶۷ ممکن بود ادامه یابد و فروش خوبی داشته باشد. همچنین شرکت بوئینگ در حال ساختن یک هواپیمای بسیار پیشرفته ۷۴۷، ۷۴۷–۸ است که می‌تواند رقابت بسیار نزدیکی با ایرباس A۳۸۰ داشته باشد. این هواپیما به‌طور غیررسمی در نمایش هوایی پاریس در سال ۲۰۰۵ معرفی و نشان داده شد. هواپیمای ۷۴۷–۸ یک نوع هواپیمای کشیده و درازاست که کیفیت بالا و حوزه پرواز بیشتری دارد. مدلهای مسافری و باری آن ممکن است ۱۲ فیت و ۱۸ فیت از انواع ۷۴۷–۴۰۰ درازتر باشند.
در بیست و یکم ماه اوت سال ۲۰۰۶ اسکای نیوز اعلام کرد که نسل بعدی هواپیماهای بوئینگ ۷۳۷ از سال ۱۹۹۴ تا ۲۰۰۲ شامل قطعات دارای ایراد و خراب بوده‌اند. این گزارش مشخص می‌کرد که قطعات بدنه هوایی که توسط دوکومون ساخته شده بودند توسط کارکنان بوئینگ قطعات دارای ایراد و خراب شناخته شدند اما شرکت بوئینگ اقدامی در مورد آن‌ها به عمل نیاورد. شرکت بوئینگ اظهار داشت که این اظهارات «بدون دلیل و غیر موجه» بودند.
بوئینگ به خدمت به عنوان اولین مقاطعه کار ایستگاه بین‌المللی فضایی ادامه داده و تعداد زیادی از قطعات مهم و عمده را تولید کرده‌است. ,